# الحسين بن سلامة
أبو عبد الله الحسين بن سلامة النوبي، أمير تهامة اليمن، كان عصامي من الدهاة، كان أسوداً نوبياً من موالي بني زياد «ولاة اليمن»، ولما تضعضع أمرهم بعد وفاة سيده عبدالله بن إسحاق وتغلب ولاة الحصون والجبال على ما بأيديهم نهض الحسين فتسلم مقاليد الإمارة في سنة 375 هـ، وقرر قواعدها، وحارب العصاة، فانتضم له عقد اليمن كله، وقد كان عادلاً حسن السيرة، يشبهونه بعمر بن عبدالعزيز.
اختط مدينة الكدراء "على وادي سهام" ومدينة المعفرة "وهي القحمة" وعمر العقبة "كرا" التي بين مكة والطائف عمارة متقنة. قال عمارة اليمني: "وهو الذي أنشأ الجوامع الكبار والمنابر الطوال من حضرموت إلى مكة (وطول هذه المسافة ستون يوماً)، وحفر الآبار والقلب في المفاوز، وآثاره كثيرة.

## وفاته
أقام في الملك ثلاثين سنة، وتوفي في زبيد سنة 402هـ - 1011 م.

## انظر ايضا
- الجامع الكبير في زبيد
- جامع الأشاعرة